# Auximella minensis
Auximella minensis là một loài nhện trong họ Amaurobiidae.
Loài này thuộc chi Auximella. Auximella minensis được Cândido Firmino de Mello-Leitão miêu tả năm 1926.